# 알도 부피 란디

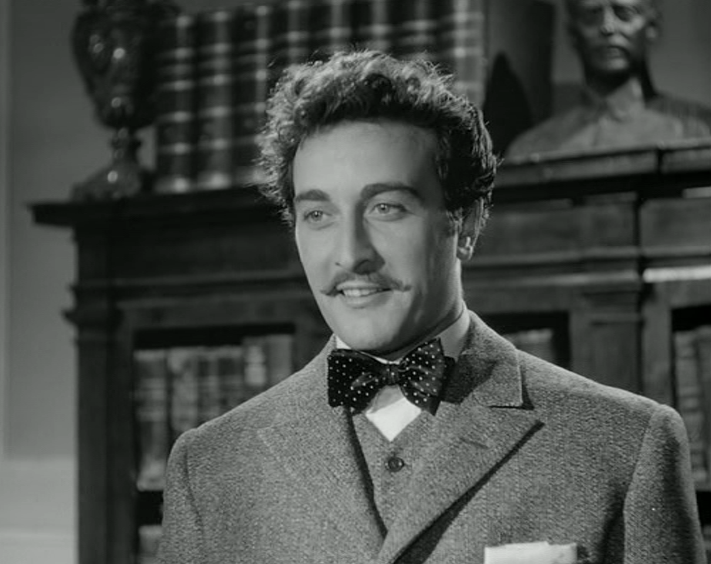

알도 부피 란디(Aldo Bufi Landi, 1923년 4월 7일 ~ 2016년 2월 2일)는 이탈리아의 배우이다.
나폴리에서 태어났으며 나폴리에서 사망하였다.

## 영화
- 어둡고 긴 터널 (1980년)
- 암살자 (1972년)
- 폭소 플루토늄 공수 작전 (1968년)
- 아틀라스 어게인스트 더 사이크롭스 (1961년)
- 바이킹들의 최후 (1961년)